# Ширококлюно тоди
Ширококлюното тоди (Todus subulatus) е вид птица от семейство Тодиеви (Todidae).

## Разпространение
Видът е разпространен в Доминиканската република и Хаити.